# Arte paleocristiano

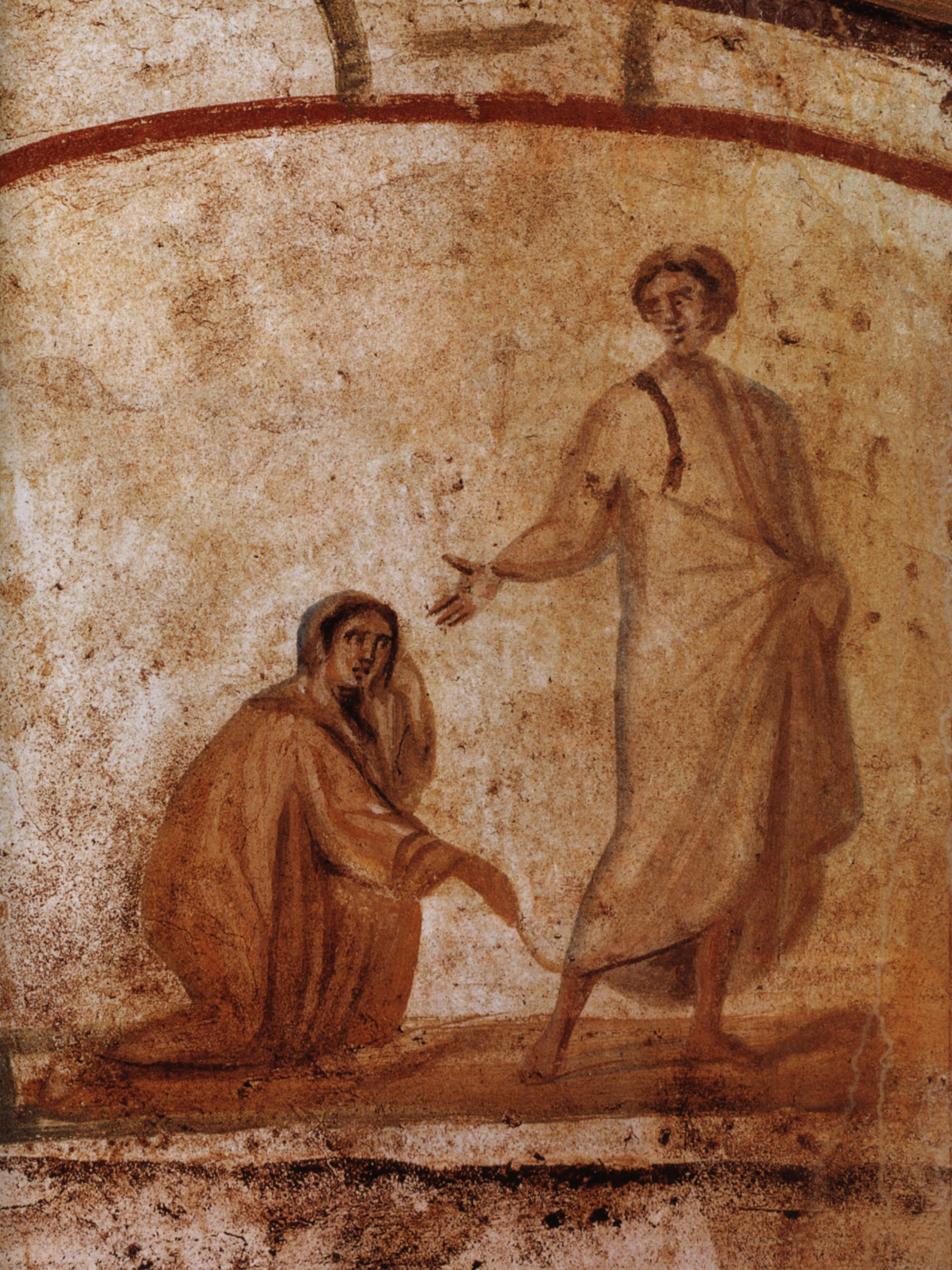
Curación de la hemorroísa. Fresco de las catacumbas de Roma.

Arte paleocristiano es el arte que se desarrolló durante los cinco primeros siglos después de Cristo, desde la aparición del cristianismo, en los inicios del Imperio romano, hasta la caída del Imperio romano de Occidente, aunque en el Imperio romano de Oriente tuvo su continuación en el llamado arte bizantino.
El historiador Manuel Sotomayor ha cuestionado el uso del término «arte cristiano» para referirse a las expresiones artísticas de los cristianos de la Antigüedad. Según sus palabras: «Para dar expresión a su cristianismo, los cristianos sirios, griegos, romanos o coptos utilizaron los medios artísticos propios de sus respectivas culturas, que se ponían, a su vez, al servicio del cristianismo o prestaban sus formas a contenidos cristianos. Para ser exactos, pues, en vez de "arte cristiano" hay que hablar de "arte con contenido cristiano" o especificar en cada caso "arte romano-cristiano", "arte sirio-cristiano", etcétera».

## Arquitectura
Todavía a principios del siglo III Clemente de Alejandría destacaba la peculiaridad de los cristianos de que no necesitaban templos para venerar a su Dios. Ellos mismos eran el templo de Cristo, lo que, por otro lado, desconcertaba a griegos y romanos: «Nosotros somos templo de Dios vivo», había escrito Pablo en la segunda epístola a los corintios (2Cor 6:16); «El Dios que hizo el mundo y todo lo que contiene, él que es Señor del cielo y de la tierra, no habita en templos construidos por hombres, ni lo sirven manos humanas...», dijo también Pablo en Atenas, según relatan los Hechos de los Apóstoles (Hch 17: 24-25). Clemente de Alejandría escribió:

¿No es cierto que nosotros no encerramos en templos hechos por manos al que contiene todo? Pues ¿qué obra de albañiles, de canteros, de arte servil podrá ser santa? [...] Llamo iglesia no al recinto, sino a la congregación de los elegidos. Mejor es este templo para aposentar la grandeza de la dignidad de Dios.

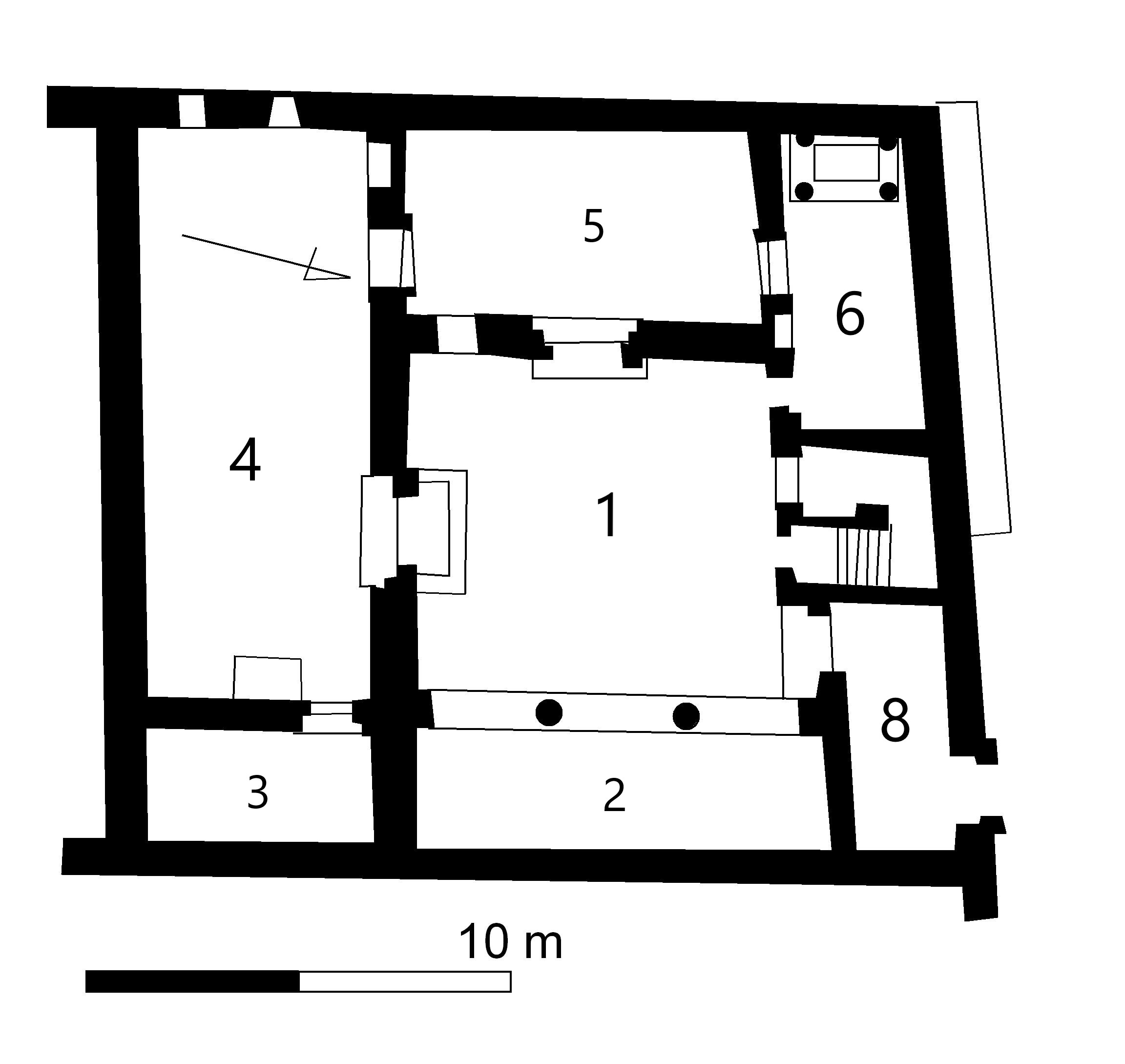
Plano de la domus ecclesiae de Dura-Europos: 1. Patio; 2. Pórtico; 3. Estancia; 4. Sala de reunión; 5. Estancia; 6. Baptisterio; 8. Vestíbulo.

En los dos primeros siglos los cristianos celebraban sus reuniones y liturgias en casas particulares. Los primeros testimonios fidedignos sobre edificios específicos para realizarlas son de principios del siglo III y el primer resto arqueológico de un templo cristiano, en realidad una casa adaptada a las necesidades del culto (domus ecclesiae), es la llamada iglesia de Dura-Europos, a orillas del Éufrates (el yacimiento, que data de la primera mitad del siglo, fue excavado y estudiado por arqueólogos franceses y estadounidenses después de la I Guerra Mundial).

### Catacumbas
Las catacumbas eran cementerios subterráneos formando largas galerías. Aunque existieron en otros lugares como en Nápoles, en Siracusa, en Malta o en el norte de África, las más importantes, con diferencia, fueron las excavadas en los alrededores de Roma, cuyo suelo lo permitía por su maleabilidad, por una parte, y suficiente consistencia, por otra. Se han contabilizado más de sesenta y algunas superan los doce kilómetros de galerías. Las utilizaron los cristianos, también los judíos, como el lugar donde enterraban a sus muertos y esa fue su función principal, no la de servir de refugio cuando eran perseguidos, como se sigue creyendo a menudo. Según Manuel Sotomayor, «la causa que les condujo a utilizar un sistema de enterramiento tan laborioso no fue el deseo de ocultamiento, sino una aplicación ampliada de la ya conocida práctica de los hipogeos, que podía servirles, además, para solucionar el problema que significaba el crecimiento de la comunidad y la consiguiente necesidad de abundante terreno para las inhumaciones».
El término catacumba fue el nombre propio de una de ellas, la de San Sebastián, que se encontraba en un lugar situado junto a la Via Appia de Roma conocido como cata cúmbas («junto a las cavidades», o gran depresión que había en la zona), y que luego se aplicó al resto de necrópolis subterráneas. Además de las pinturas, en las catacumbas se han conservado numerosas inscripciones y todo tipo de objetos cuyo estudio ha proporcionado datos valiosos para conocer el cristianismo primitivo. Por otro lado, como en ellas estaban enterrados mártires pronto se convirtieron en lugares de peregrinación.
La catacumba se organizaba en varias partes: estrechas galerías (ambulacrum) con nichos longitudinales (loculi) en las paredes para el enterramiento de los cadáveres. En algunos enterramientos se destacaba la notabilidad de la persona enterrada, cobijando su tumba bajo un arco semicircular (arcosolium).
En el siglo IV en el cruce de las galerías o en los finales de las mismas se abrieron unos ensanchamientos (cubiculum) para la realización de algunas ceremonias litúrgicas. Las catacumbas se completaban en el exterior con una edificación al aire libre, a modo de templete (cella memoriae), indicativa de un resto de reliquias que gozaban de especial veneración. Entre las catacumbas romanas más importantes destacan las catacumbas de San Calixto, las catacumbas de Santa Inés, las catacumbas de Priscila, las catacumbas de Domitila y la catacumba de los santos Gordiano y Epímaco.

### Basílicas

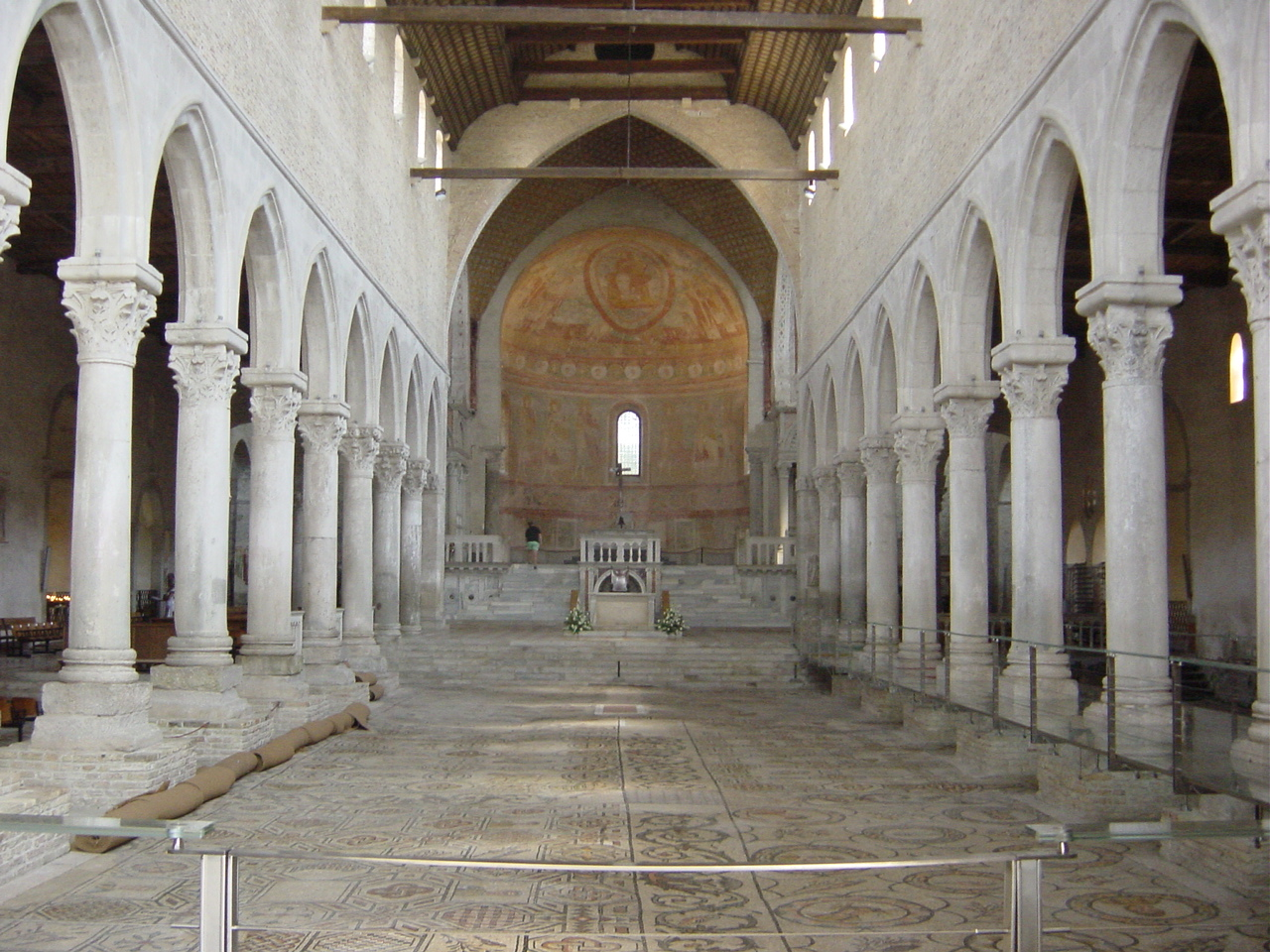
Basílica de Aquilea.

En los templos griegos y romanos las procesiones y sacrificios se celebraban al aire libre y en el interior sólo estaba el altar con la estatua del dios, por lo que los cristianos no pudieron tomarlos como modelo ya que sus iglesias necesitaban mucho más espacio para contener a los fieles que se acercaban a orar dentro del templo o para participar en las ceremonias litúrgicas. A partir de Constantino se levantaron en su lugar basílicas, la mayoría de ellas por iniciativa del propio emperador.
Se ha debatido el origen de las basílicas (el Segundo Templo de Jerusalén, una ampliación de la casa romana, las termas, una creación ex nihilo, etc.), pero existe cierto consenso en considerar a la basílica romana, que se solía situar en el foro, como su antecedente inmediato, aunque presenta dos notables diferencias respecto a las basílicas cristianas: su carácter abierto y la inexistencia de un eje longitudinal en el espacio interior. Así pues, se puede considerar a la basílica cristiana como un nuevo tipo de basílica. De tal forma que en todo el Imperio quedó asociado el concepto de iglesia con el de basílica.
Según la clase de culto que se realizara preferentemente en su interior se suelen distinguir dos tipos de basílicas: las destinadas a la veneración de los mártires o de lugares privilegiados de Tierra Santa y las dedicadas al culto eucarístico. La más antigua del primer tipo es la antigua basílica de San Pedro (sobre la que se edificó en el siglo XVI la actual Basílica de San Pedro). Fue mandada construir por el emperador Constantino para honrar la memoria del apóstol Pedro en el lugar donde se creía que se encontraba su sepultura. Era, pues, un martirium, una continuación (majestuosa) de los humildes martyria anteriores construidos sobre las tumbas de los venerados mártires (y que constituyeron la primera manifestación de la arquitectura cristiana, pero que no se han conservado). Terminada en el año 329 constaba de cinco naves que servían para acoger a los peregrinos y que también albergaban las tumbas de los que tuvieron el preciado privilegio de ser sepultados ad martyrem. Otros ejemplos de este tipo son la basílica del Santo Sepulcro de Jerusalén (consagrada en 336), la Basílica de la Natividad de Belén y la Iglesia de los Santos Apóstoles de Constantinopla, todas ellas asimismo obra del emperador Constantino (la de Constantinopla, que no se ha conservado, albergaría su tumba).

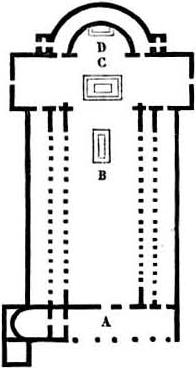
Reconstrucción de la planta inicial de la gran basílica de San Juan de Letrán. La primera de las basílicas dedicadas al culto eucarístico.

También se debe a Constantino la construcción de la primera basílica del segundo tipo, la dedicada al culto eucarístico. Se trata de la gran basílica de San Juan de Letrán, que Constantino cedió al obispo de Roma (junto con el palacio imperial contiguo). Constaba de cinco naves, separadas por columnas. La central más ancha y más alta para poder abrir ventanas e iluminar así el interior. Sirvió de modelo a otras muchas basílicas, aunque la mayoría de ellas se construyeron con tres naves en lugar de cinco, como la basílica de Santa Sabina, también en Roma. La cubierta era plana y de madera y la cabecera solía tener un ábside con bóveda de cuarto de esfera bajo la que se albergaba el altar.
Era frecuente que al edificio basilical se accediera a través del atrio o patio rectangular, con una fuente en el centro, que conducía hasta el nártex o sala transversal situada a los pies de las naves, desde donde seguían la liturgia los catecúmenos. También se pueden citar como basílicas notables la de Santa María la Mayor, San Pablo Extramuros y la de Santa Inés, todas ellas en Roma.

### Baptisterios
Otros edificios de carácter religioso fueron los baptisterios, edificaciones de planta poligonal, frecuentemente octogonal, que tenían en su interior una gran pila o piscina para realizar los bautismos por inmersión. En principio sólo contaron con baptisterios las basílicas sedes de un obispo, ya que eran estos los que lo administraban el Domingo de Pascua. Más adelante ya hubo iglesias regidas por un presbítero que contaron también con un baptisterio (las que carecían de él eran las basílicas martiriales).

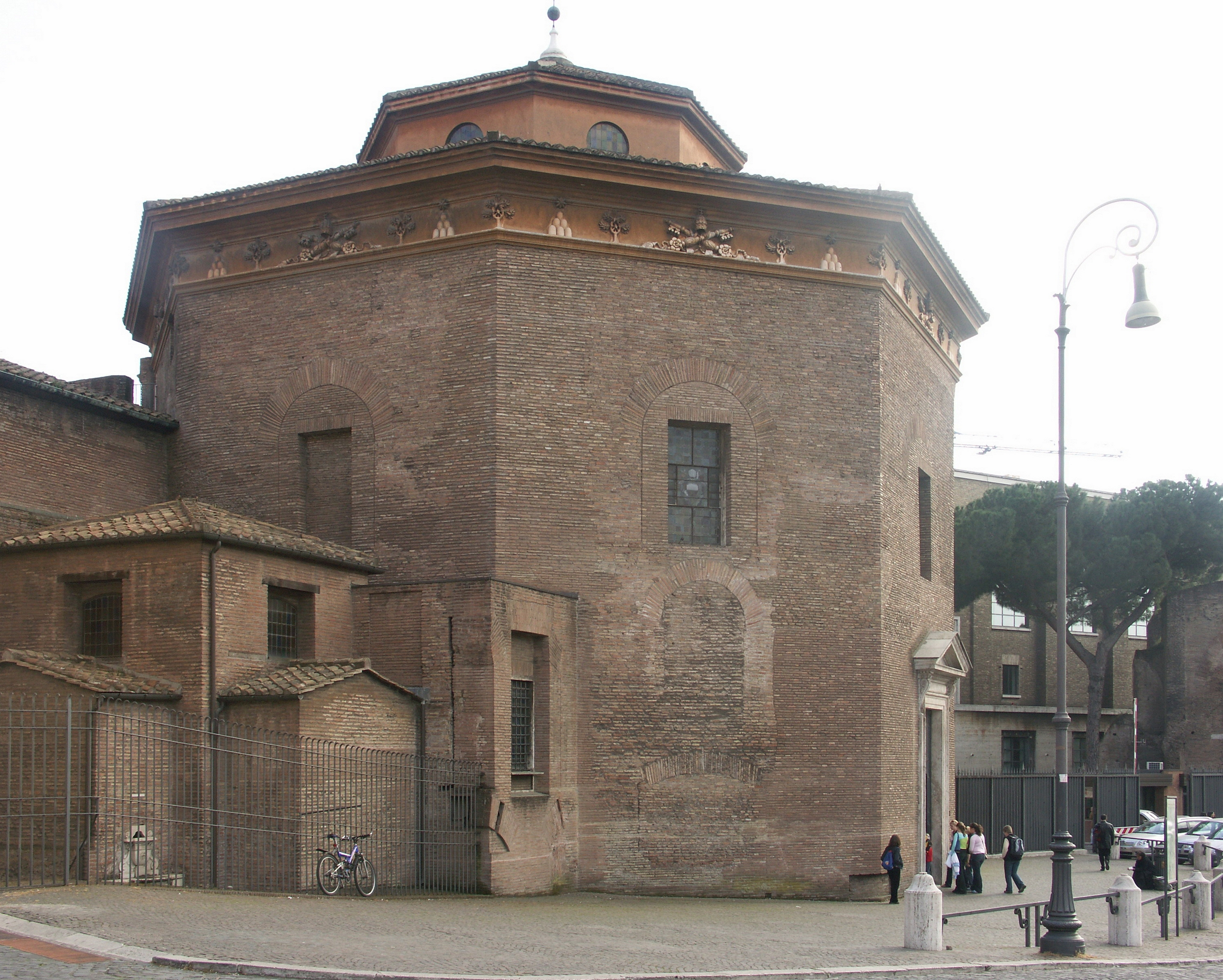
Exterior del baptisterio de Letrán.

El baptisterio más antiguo conservado no es un edificio específico sino una estancia adaptada a esa función (contaba con una piscina de un metro de profundidad y estaba adornada y protegida por un ciborio o baldaquino) de la domus ecclesiae de Dura-Europos (primera mitad del siglo III). Entre los edificios más antiguos y mejor conservados construidos expresamente para administrar el bautismo destacan el baptisterio de Letrán, adjunto a la gran basílica del mismo nombre y construido a finales del siglo IV (de planta octogonal y piscina circular); el baptisterio de San Ambrosio de Milán (planta octogonal y piscina octogonal) y los dos baptisterios de Rávena, el de los ortodoxos (de planta octogonal) y el Baptisterio arriano (también de planta octogonal). No se estableció ninguna norma que determinase en qué lugar junto a la basílica debía levantarse el baptisterio (los hay situados junto a la cabecera, en los pies o en los laterales). Por otro lado, hubo muchos casos en que la piscina bautismal fue construida en el interior de la basílica, sin un edificio específico que la distinguiese.
También son de planta central algunos mausoleos que siguen la tradición romana; de planta circular con bóvedas es el Mausoleo de Santa Constanza y de planta de cruz griega es el Mausoleo de Gala Placidia en Rávena. Este último tipo de planta es muy frecuente en el arte paleocristiano oriental, como la Iglesia de San Simeón el Estilita.

## Artes figurativas
Durante los dos primeros siglos los cristianos rechazaron el uso de las imágenes basándose tanto en lo que decía el Nuevo Testamento como el Antiguo. En el Evangelio de Juan podían leer que Jesús había dicho: «Se acerca la hora o, mejor dicho, ha llegado ya, en la que los verdaderos adoradores darán culto al Padre en espíritu y verdad, porque el Padre busca a personas que lo adoren así. Dios es espíritu y los que le adoran conviene que le den culto en espíritu y verdad» (Jn 4:23). Mucho más contundente era el Antiguo Testamento que en varios pasajes prohibía expresamente fabricar imágenes, con la finalidad de prevenir la idolatría. Por ejemplo, en el Deuteronomio se decía:

Tened mucho cuidado: el día en que Yahvé os habló en el Horeb desde el fuego nos visteis ninguna figura. Nos os corrompáis fabricándoos escultura, figura de algún ídolo, imágenes masculinas o femeninas, imagen de algún animal de la tierra, imagen de cualquier ave que vuela por el cielo, figura de algún ser que se arrastra por el suelo, imagen de cualquier pez que vive en las aguas debajo de la tierra. Al alzar tus ojos al cielo y ver el sol, la luna, las estrellas y todo el cortejo celeste, no te dejes arrastrar hasta prosternarte ante ellos y darles culto porque el Señor su Dios creó los astros para todos los pueblos del mundo. (Dt 4:15-19)

A este pasaje del Antiguo Testamento se refirió Clemente de Alejandría cuando escribió:

Moisés muchos siglos antes legisló que no se hiciese imagen ninguna ni grabada, ni fundida, ni modelada o esculpida, ni pintada, para que no atendamos a las cosas sensibles sino que busquemos lo que se percibe por la inteligencia. Porque la costumbre del uso frecuente de la vista hace despreciar la majestad de la divinidad; y venerar la esencia inteligible por medio de la materia es deshonrarla por el sentido.

Sin embargo, a partir del siglo III las comunidades cristianas comenzaron a utilizar imágenes, a pesar de las críticas, como la del obispo Eusebio de Cesarea, y de las prohibiciones (como la del Concilio de Elvira], celebrado alrededor del año 300, cuyo canon 36 prohibía que se pintara en las paredes lo que se venera y adora). En el siglo siguiente ya fueron admitidas como algo normal (Epifanio de Salamina fue uno de los pocos autores cristianos que siguieron oponiéndose). El historiador Manuel Sotomayor señala como factor fundamental que explicaría la aceptación final de la imagen por los cristianos «la realidad omnipresente de la imagen» en la sociedad romana, al que habría que añadir «la progresiva lejanía de los momentos fundacionales, juntamente con el crecimiento del número de fieles, la necesidad humana de lo palpable y sensible, la presión ejercida por las costumbres icónicas de las otras religiones en pleno vigor todavía. A posteriori se añadirá también la función instructora y pastoral de las representaciones plásticas».

### Las pinturas de las catacumbas
Las primeras pinturas cristianas que se han conservado son las que decoran las catacumbas, especialmente las excavadas en los alrededores de Roma. El estilo de las pinturas era el mismo que el del arte romano de la época y se recurrió también a su repertorio iconográfico dándole un nuevo significado. Es el caso del crióforo (el pastor que lleva la oveja o el carnero sobre sus hombros), convertido en el Buen Pastor; el de la figura, frecuentemente femenina, con los brazos alzados, símbolo de la pietas, convertida en el orante; o el Endimión en reposo utilizado para representar al Jonás que reposa bajo la cucurbitácea.

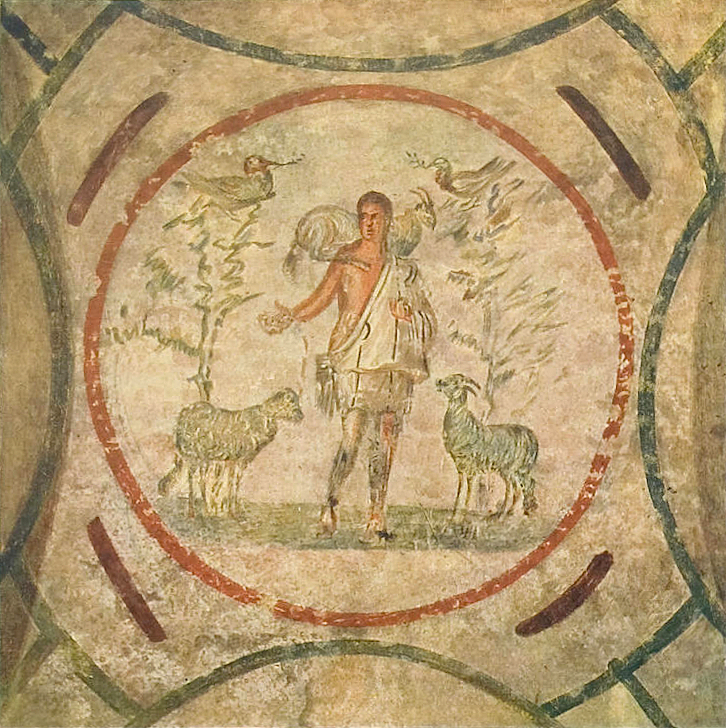
Representación del Buen Pastor en las Catacumbas de Priscila (250-300), Roma.

Representan escenas del Antiguo Testamento y del Nuevo Testamento pero, como ha destacado Manuel Sotomayor, no son «meras ilustraciones gráficas de lo narrado en las Escrituras» sino «verdaderos emblemas creados, podríamos decir "manipulados", para convertirlos en un medio de expresión simbólico, un auténtico recordatorio de una idea o una serie de ideas o sentimientos... [que] solamente quien está en antecedentes puede entender lo que significan». Sotomayor pone el ejemplo de la escena de la curación del paralítico en Cafarnaún que se suele representar con un personaje con un gran lecho a cuestas. Sólo el que conozca los pasajes evangélicos de Mt 9:1-8, o Mr 2:1.12 o Lc 5:17-26 podrá interpretarlo correctamente al recordar la frase de Jesús: «levántate, toma tu camilla y vete a tu casa».
Sotomayor también destaca el uso de determinados atributos o utensilios con significado simbólico, como el volumen o rollo que algunos personajes llevan en la mano que los señala como unas personas cultas, o la vara taumatúrgica que «sirve para hacer ver que el personaje que toca con ella algún objeto o persona está realizando un milagro». Sotomayor también advierte que el espectador actual puede malinterpretarlos como cuando ve un brazo derecho con solo dos dedos extendidos, el índice y el corazón, y entiende que está bendiciendo, cuando lo que en realidad está haciendo es hablando, está orando (así, una mano con esos dos dedos extendidos que surge de una nube no es la mano, sino la voz de Dios).
Sotomayor hace una relación de los mensajes transmitidos por las pinturas de las catacumbas: «la confianza en la paz alcanzada por el difunto (escenas bucólicas, la Pietas), la confianza en el poder salvador de Dios o de Cristo (Noé salvado de las aguas del diluvio, Daniel salvado de los leones, los jóvenes judíos salvados del fuego del horno de Babilonia, Jonás salvado del vientre del monstruo marino, milagros de curación de Cristo), la esperanza en la resurrección (quizás algunas escenas de Jonás, resurrección de Lázaro y otras escenas evangélicas de resurrección), la eucaristía (bodas de Caná, multiplicación de los panes, posiblemente algunas de las numerosas escenas de banquetes) y la penitencia (curación del paralítico, curación del ciego)».

### Los relieves de los sarcófagos

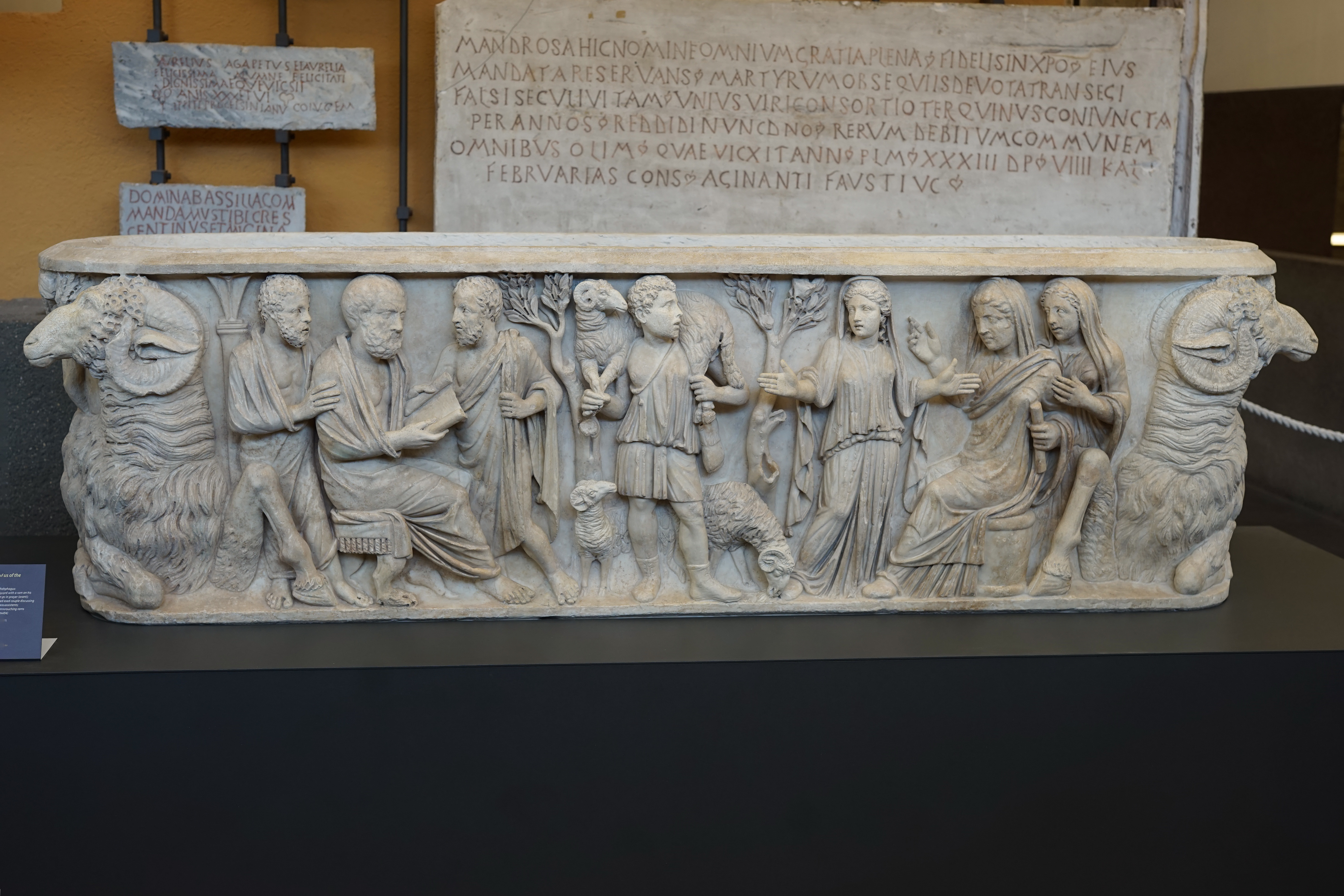
Sarcófago de la Via Salaria (segunda mitad del). Aparece el tema del filósofo, acompañado de las figuras del pastor (crióforo) y de la Pietas, pero es difícil saber si se trata de un sarcófago cristiano o «pagano».

Los relieves de los sarcófagos constituyen el segundo soporte que utilizaron los cristianos para crear imágenes. Los más antiguos utilizan la misma iconografía de los sarcófagos  «paganos» por lo que resulta muy difícil distinguirlos —teniendo presente, además, que fueron esculpidos por los mismos talleres—. De la segunda mitad del siglo III datan los que presentan ya algún rasgo cristiano, como el sarcófago de la Iglesia de Santa María Antigua, en el Foro romano, que a la escena del filósofo junto a la figura del Buen Pastor y del Orante se añaden dos escenas bíblicas: el ciclo de Jonás y el bautismo de Jesús.
Tras la conversión de Constantino en 312 se inició una nueva etapa en el desarrollo de los sarcófagos romanos paleocristianos, pudiéndose apreciar cambios en el estilo y en la iconografía. Además su número aumentó de forma espectacular, lo que prueba el arraigo que va consiguiendo el cristianismo entre las clases altas romanas que son las que pueden costeárselos. En este periodo predominan los sarcófagos de «friso continuo», así llamados porque las escenas se suceden unas junto a otras sin solución de continuidad, sin que existan superficies planas libres de relieve, y los «columnados», aquellos en que las escenas aparecen separadas por columnas.

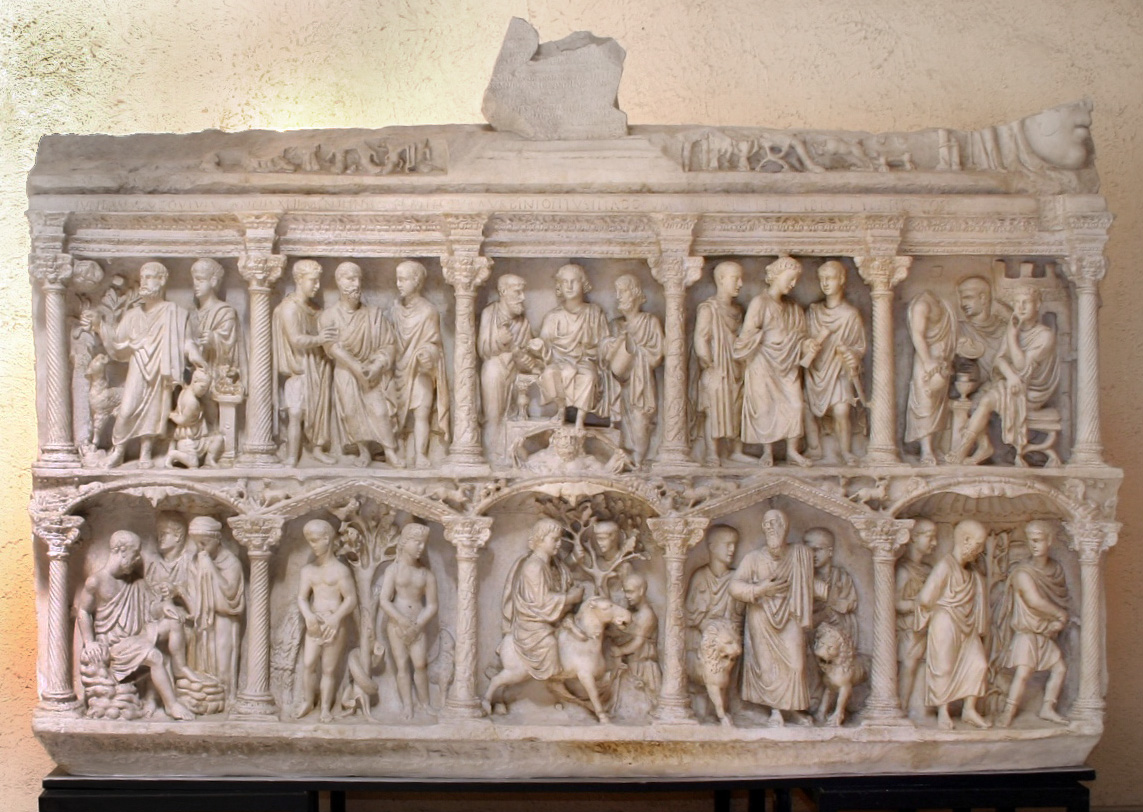
Sarcófago de Junio Baso, Roma, mediados del. Un ejemplo de sarcófago «columnado». En la escena principal (en el centro arriba) está representado Cristo (joven, sin barba) acompañado de los apóstoles Pedro y Pablo. Para demostrar el carácter divino de Cristo sus pies se apoyan en la esfera del Mundo.

En cuanto a la iconografía, Cristo aparece con frecuencia pero para representarlo no se crea una nueva figura sino que se recurre a modelos romanos y helenísticos, como la figura del héroe o la del filósofo (joven, sin barba) que aparecían en los sarcófagos «paganos». También son repetidamente representados Pedro y Pablo, a menudo acompañando a Cristo, que también suele aparecer con todos los apóstoles. En ocasiones los respectivos martirios de Pedro y de Pablo se incluyen en los llamados «sarcófagos de la Pasión» cuyo tema central es la Pasión de Cristo (en ellos aparecerá el símbolo de la Crux invicta, que representa el triunfo de Cristo sobre la muerte por su resurrección).

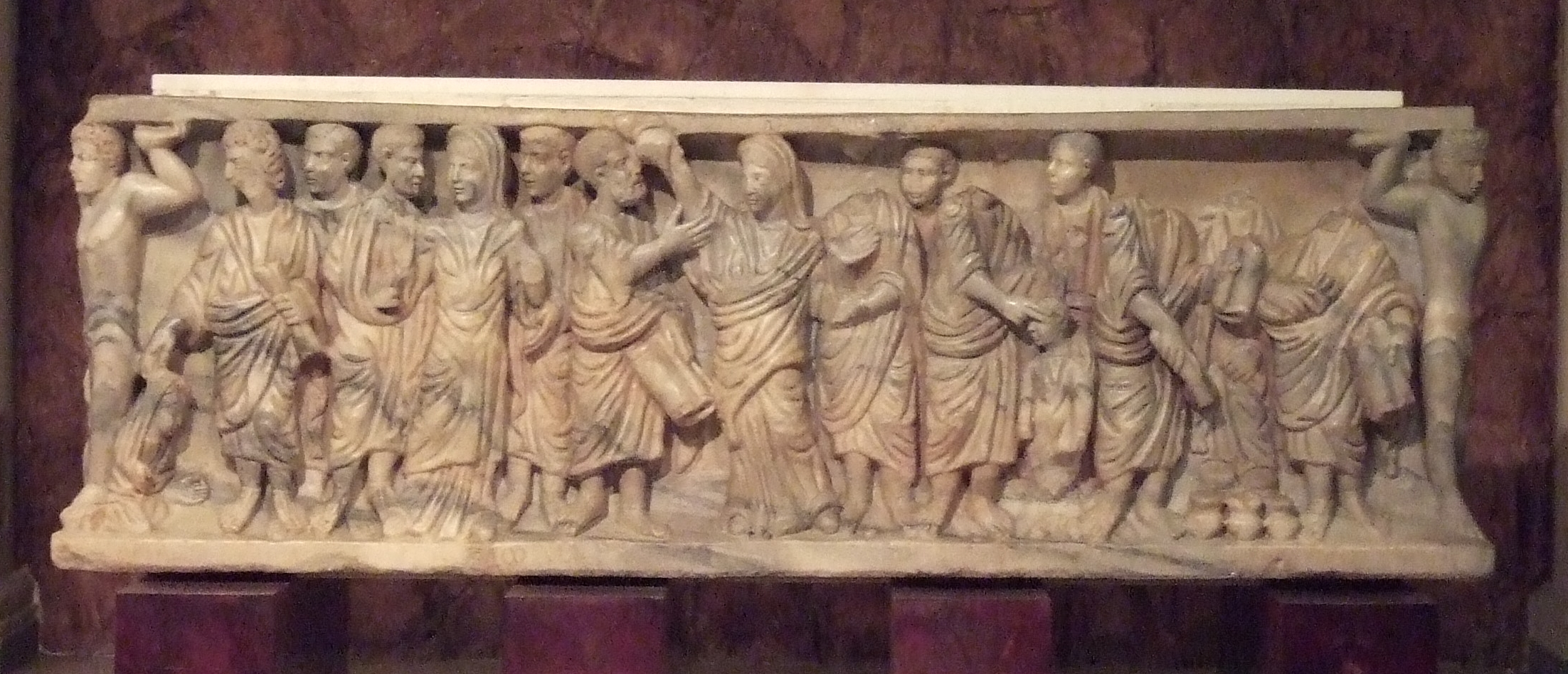
Sarcófago de Santa Engracia (Zaragoza). Un ejemplo de sarcófago de «friso continuo».

En la segunda mitad del siglo IV, y sobre todo tras la proclamación del cristianismo como religión oficial del Estado por el emperador Teodosio, predominan las escenas que representan el triunfo del cristianismo en las que Cristo comienza a aparecer con melena y barba, aunque el Cristo imberbe no desaparece completamente (escenas muy habituales también en la decoración de basílicas y baptisterios).
Entre los sarcófagos de Hispania destacan el de Leocadius en Tarragona, el de Santa Engracia en Zaragoza, el de Poza de la Sal y el de Santa Perpetua (este último más conocido como Sarcófago de Quintanabureba).

### Los mosaicos y pinturas de las basílicas, los baptisterios y los mausoleos
El interior de las basílicas estaba decorado con mosaicos y pinturas al fresco, en especial la bóveda de cuarto de esfera que cubría el ábside, en el que se suele representar la Majestad de Cristo o Cristo acompañado de los Apóstoles, de Pedro y Pablo o de arcángeles o santos. En los muros que cubren las paredes de la nave central es frecuente que aparezcan apóstoles, profetas, mártires, obispos o escenas del Antiguo o del Nuevo Testamento.

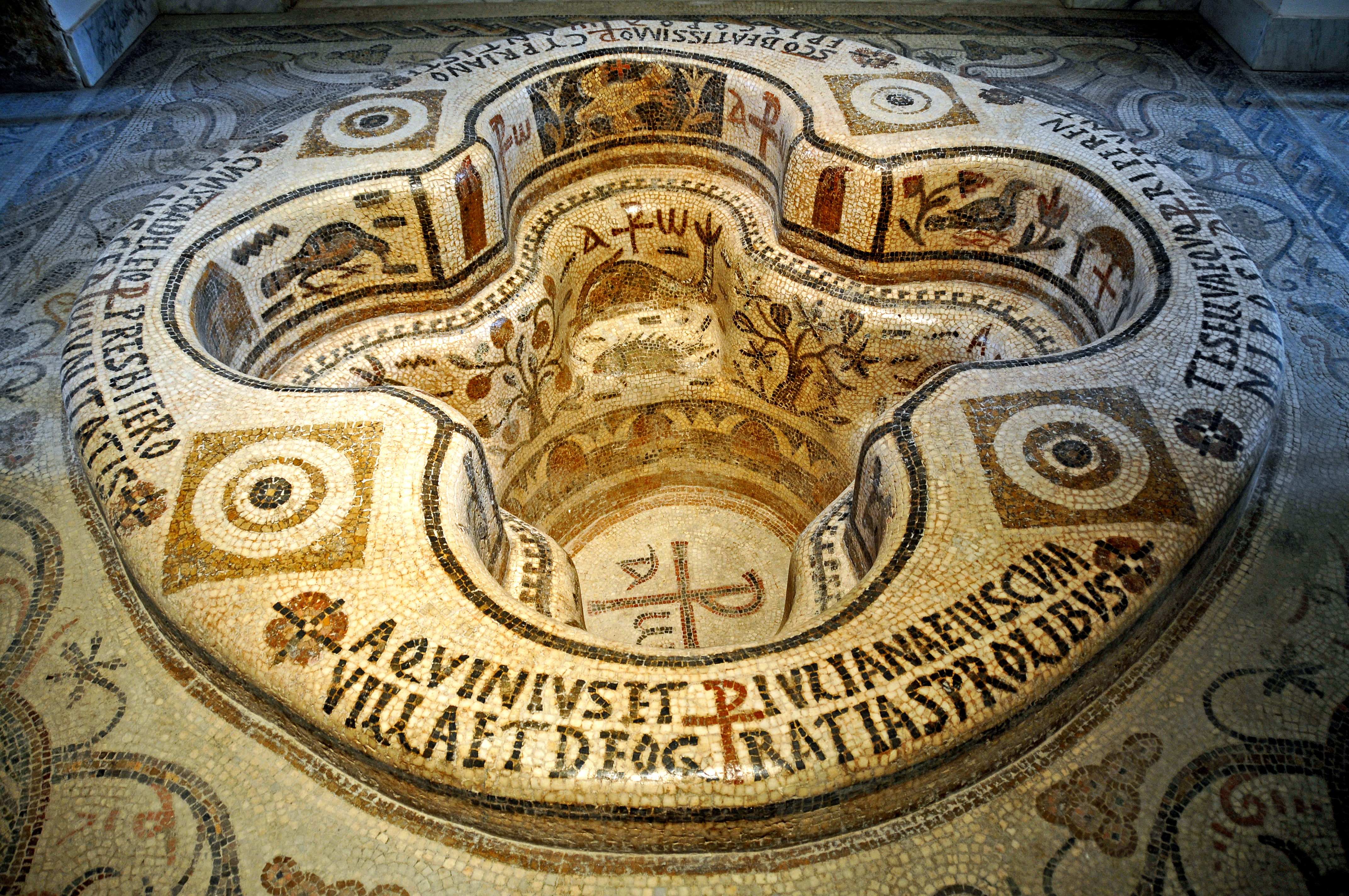
Pila baustismal cruciforme decorada con mosaicos del baptisterio de Kélibia (Museo Nacional del Bardo, Túnez). En el fondo la cruz acompañada del alfa y omega.

Los muros y la bóveda de los baptisterios también estaban decorados con mosaicos o con pinturas que hacen referencia al acto litúrgico que allí se desarrollaba. Son frecuentes los cielos estrellados en los que aparece el crismón o la cruz, acompañados a menudo por el alfa y omega, representaciones alusivas al agua del bautismo, figuras simbólicas como el pavo real o el ave fénix que aluden a la resurrección de Jesús, etc. En algunos casos, especialmente en el norte de África, también están decorados con mosaicos el pavimento y las piscinas bautismales.